# Чайкинская волость
Чайкинская волость — упразднённая административно-территориальная единица 3-го уровня в Себежском районе Псковской области России.
Административный центр — деревня Александрово.

## География
Территория волости граничила на западе с Бояриновской, на севере — с Красной волостями Себежского района, на востоке — с Пустошкинским и Невельским районами Псковской области, на юге — с Белоруссией.

## Населённые пункты
В состав Чайкинской волости входило 17 деревень: Александрово, Глубокое, Глуховка, Горелики, Жанвиль, Замошица, Костелище, Лужи, Магорево, Матысово, Машихино, Олисово, Ольховец, Островно, Пилюки, Утуга, Чайки.

## История
Постановлением Псковского областного Собрания депутатов от 26 января 1995 года все сельсоветы в Псковской области были переименованы в волости, в том числе Чайкинский сельсовет был превращён в Чайкинскую волость.
Законом Псковской области от 28 февраля 2005 года Чайкинская волость была упразднена, а её территория была включена в Бояриновскую волость. Последняя в 2015 году вместе с соседними волостями была влита в состав городского поселения Идрица.